# Famicú
A Famicú (ファミ通) (eredetileg Famicom Cúsin) egy japán videójáték-magazin, amit az Enterbrain, Inc. és a Tokuma ad ki. Jelenleg öt kisebb újsága van a Famicúnak: a Súkan Famicú, a Famicú PS, a Famicú Xbox, a Famicú Wii+DS és a Famicú Wave DVD.  A Súkan Famicú (週刊ファミ通), azaz az eredeti Famicú Japán leghíresebb videójátékokkal foglalkozó újsága.

## Súkan Famicú
A Súkan Famicú-ban videójáték tesztek és a videójátékokkal kapcsolódó cégekről szóló hírek találhatóak. A Famicú név a Famicom Cúsin (ファミコン通信) szavakból ered ami az újság régi címe volt. Az első lapszámot 1986-ban adták ki. A Súkan Famicú csütörtökönként jelenik meg 500 000 lapszámmal.

## Egyebek
A Famicú-nak több kisebb újsága is van.
- Famicú PS (eredetileg PlayStation Cúsin) a Sony konzoljaival (jelenleg a PlayStation 2, a PlayStation 3 és a PlayStation Portable) foglalkozik.
- Famicú Wii+DS a Nintendo konzoljaival (jelenleg a Nintendo DS és a Wii) foglalkozik. Eredetileg Famicú 64 majd Famicú Cube volt az újság neve.
- Famicú Xbox az Xbox-szal és az Xbox 360-nal foglalkozik.
- Famicú Wave DVD (ファミ通 Wave DVD) havonta jelenik meg. Minden laphoz csomagolnak egy DVD lemezt. Eredetileg GameWave DVD volt az újság neve.

A Famicú Bros., a Famicú Sister és a Famicú DC már megszűnt.

## Értékelési rendszer
A Famicú-ban egy videójátékot négy tesztelő is értékel. Minden tesztelő nullától tízig értékelhet, így jöhet ki a maximális negyven pont.
Az nagyon ritka, hogy a Famicú tesztelői maximális pontot adjanak egy játékra.
Eddig[mikor?] ez csak huszonöt játéknak sikerült. Minden eddigi maximális pontszámot elérő játék japán videójáték fejlesztőktől származik, tizenegy a Nintendótól, öt a Square Enixtől és kettő a Segától. Az egyetlen olyan nem japán játék, ami majdnem tökéletes pontszámot (39/40) ért el, a Grand Theft Auto IV volt a Rockstar Gamestől. A Famicú Wave DVD-ben nincsenek játéktesztek.

### Tökéletes értékelést elért játékok
Eddig 25 játék kapott tökéletes értékelést.
1. The Legend of Zelda: Ocarina of Time (1998, Nintendo, Nintendo 64)[5]
2. Soulcalibur (1999, Namco, Dreamcast)[6]
3. Vagrant Story (2000, Square, PlayStation)
4. The Legend of Zelda: The Wind Waker (2003, Nintendo, Nintendo GameCube)[7]
5. Nintendogs (2005, Nintendo, Nintendo DS)[8]
6. Final Fantasy XII (2006, Square Enix, PlayStation 2)[9]
7. Super Smash Bros. Brawl (2008, Nintendo, Wii)[10]
8. Metal Gear Solid 4: Guns of the Patriots (2008, Konami, PlayStation 3)[11]
9. 428: Fúsza Szareta Sibuja de (2008, Sega, Wii)[12]
10. Dragon Quest IX (2009, Square Enix, Nintendo DS)[13]
11. Monster Hunter Tri (2009, Capcom, Wii)[13]
12. Bayonetta (2009, Platinum Games, Xbox 360)[14]
13. New Super Mario Bros. Wii (2009, Nintendo, Wii)[15]
14. Metal Gear Solid: Peace Walker (2010, Konami, PSP)
15. Pokémon Black and White (2010, Nintendo, Nintendo DS)
16. The Legend of Zelda: Skyward Sword (2011, Nintendo, Wii)
17. The Elder Scrolls V: Skyrim (2011, Bethesda Softworks, Xbox 360, PlayStation 3)
18. Final Fantasy XIII-2 (2011, Square Enix, Xbox 360, PlayStation 3)
19. Kid Icarus: Uprising (2012, Nintendo, Nintendo 3DS)
20. Yakuza 5 (2012, Sega, PlayStation 3)
21. JoJo's Bizarre Adventure: All Star Battle (2013, Namco-Bandai, PlayStation 3)
22. Grand Theft Auto V (2013, Rockstar Games, Xbox 360, PlayStation 3)
23. Metal Gear Solid V: The Phantom Pain (2015, Konami, Xbox 360, PlayStation 3, PlayStation 4, Xbox One)
24. The Legend of Zelda: Breath of the Wild (2017, Nintendo, Wii U, Nintendo Switch)
25. Dragon Quest XI (2017, Square Enix, Nintendo 3DS, PlayStation 4)

Ezek azok a játékok, amik a majdnem tökéletes 39 pontot kapták:
1. The Legend of Zelda: A Link to the Past (1991, Nintendo, Super Famicom)
2. Virtua Fighter 2 (1995, Sega, Sega Saturn)
3. Ridge Racer Revolution (1995, Namco, PlayStation)
4. Super Mario 64 (1996, Nintendo, Nintendo 64)
5. Tekken 3 (1998, Namco, PlayStation)
6. Cyber Troopers Virtual-On Oratorio Tangram (1999, Sega, Dreamcast)
7. Final Fantasy X (2001, Square, PlayStation 2)
8. Gran Turismo 3: A-Spec (2001, Sony Computer Entertainment, PlayStation 2)
9. Resident Evil (2002, Capcom, Nintendo GameCube)
10. Dragon Quest VIII: Journey of the Cursed King (2004, Square Enix, PlayStation 2)
11. Gran Turismo 4 (2004, Sony Computer Entertainment, PlayStation 2)
12. Kingdom Hearts II (2005, Square Enix és Buena Vista Games, PlayStation 2)
13. Metal Gear Solid 3: Subsistence (2005, Konami, PlayStation 2)
14. Dead or Alive 4 (2005, Tecmo, Xbox 360)
15. Ōkami (2006, Capcom, PlayStation 2)
16. The Legend of Zelda: Phantom Hourglass (2007, Nintendo, Nintendo DS)
17. Grand Theft Auto IV (2008, Rockstar, Xbox 360, PlayStation 3)
18. Call of Duty: Modern Warfare 2 (2009, Activision, Xbox 360, PlayStation 3)[16]
19. Final Fantasy XIII (2009, Square Enix, PlayStation 3)[17]
20. Red Dead Redemption (2010, Rockstar Games, Xbox 360, PlayStation 3)
21. Naruto Shippuden: Ultimate Ninja Storm 2 (2010, Namco Bandai Games, Xbox 360, PlayStation 3)
22. Call of Duty: Black Ops (2010, Activision, Xbox 360, PlayStation 3)
23. Monster Hunter Portable 3rd (2010, Capcom, PlayStation Portable)
24. L.A. Noire (2011, Rockstar Games, Xbox 360, PlayStation 3)
25. Tales of Xillia (2011, Namco Bandai Games, PlayStation 3)
26. Gears of War 3 (2011, Epic Games, Xbox 360)
27. FIFA 12 (2011, EA Canada, Xbox 360, PlayStation 3)
28. Final Fantasy Type-0 (2011, Square Enix, PlayStation Portable)
29. Metal Gear Solid: Peace Walker – HD Edition (2011, Konami, PlayStation 3)
30. Call of Duty: Modern Warfare 3 (2011, Infinity Ward, Sledgehammer Games, Xbox 360, PlayStation 3)
31. Resident Evil Revelations (2012, Capcom, Nintendo 3DS)
32. Tekken Tag Tournament 2 (2012, Namco Bandai Games, Xbox 360, PlayStation 3)
33. Resident Evil 6 (2012, Capcom, Xbox 360, PlayStation 3)
34. Animal Crossing: New Leaf (2012, Nintendo, Nintendo 3DS)
35. Metal Gear Rising: Revengeance (2013, Konami, PlayStation 3)
36. Naruto Shippuden: Ultimate Ninja Storm 3 (2013, Namco Bandai Games, Xbox 360, PlayStation 3)
37. The Wonderful 10 (2013, Nintendo, PlatinumGames, Wii U)
38. Final Fantasy XIV: A Realm Reborn (2013, Square Enix, PlayStation 3)
39. Pokémon X and Y (2013, Nintendo, Nintendo 3DS)
40. Ryū ga Gotoku Ishin! (2014, Sega, PlayStation 4)
41. Dragon Quest Heroes II: The Twin Kings and the Prophecy’s End (2016, Square Enix, PlayStation 3, PlayStation 4, PlayStation Vita)
42. Uncharted 4: A Thief’s End (2016, Naughty Dog, PlayStation 4)
43. Persona 5 (2016, Atlus, PlayStation 3, PlayStation 4)
44. Yakuza 6: The Song of Life (2016, Sega, PlayStation 4)
45. Nier: Automata (2017, Square Enix, PlayStation 4)
46. Super Mario Odyssey (2017, Nintendo, Nintendo Switch)
47. Monster Hunter: World (2018, Capcom, PlayStation 4)
48. Red Dead Redemption 2 (2018, Rockstar Games, PlayStation 4)
49. Kingdom Hearts III (2019, Square Enix, PlayStation 4)

### Minden idők tíz legjobb játéka az olvasók szerint
2006 márciusában a Famicú olvasói megszavazták minden idők száz legjobb játékát. Ez lett az első tíz:
1. Final Fantasy X (2001)
2. Final Fantasy VII (1997)
3. Dragon Quest III (1988)
4. Dragon Quest VIII (2004)
5. Macsi (1998)
6. Final Fantasy IV (1991)
7. Tactics Ogre (1995)
8. Final Fantasy III (1990)
9. Dragon Quest VII (2000)
10. The Legend of Zelda: Ocarina of Time (1998)